# Timandromorpha energes
Timandromorpha energes là một loài bướm đêm trong họ Geometridae.